# Camillo Golgi
Camillo Golgi (n. 7 iulie 1843, Corteno Golgi, Regatul Lombardia-Veneția, Imperiul Austriac – d. 21 ianuarie 1926, Pavia, Lombardia, Regatul Italiei) a fost medic și om de știință italian. În 1906 obține, împreună cu Santiago Ramón y Cajal, Premiul Nobel pentru Medicină pentru contribuțiile aduse în domeniul cercetării structurii sistemului nervos și a țesuturilor nervoase.

## Biografie
S-a născut la Corteno, Provincia Brescia. Tatăl său era medic.
A urmat studiile Universității din Pavia, unde, sub conducerea lui Giulio Bizzozero (care a elucidat proprietățile măduvei osoase), a efectuat lucrări de laborator în domeniul patologiei experimentale. În 1865 a devenit absolvent al prestigioasei universități. Printre profesori, în afară de Bizzozero, i-a mai avut și pe Paolo Mantegazza și Eusebio Oehl. S-a angajat, apoi, ca medic la spitalul St. Matteo, iar în 1872 a devenit medic-șef la spitalul de boli cronice de la Abbiategrasso din provincia Milano.
Tot restul vieții, Golgi a studiat sistemul nervos central. S-a stins din viață la Pavia, la aproape 83 de ani, după o carieră plină de realizări.

## Contribuții
În 1873 descoperă o nouă metodă de colorare a celulelor, utilizând săruri de argint⁠(d) care permit colorarea a numai câțiva neuroni sau a numai câtorva sisteme neuronale din țesut; metoda facilitează studierea unui număr mic din miile de sisteme aflate în contact în creier.
În 1883 descoperă așa-numitele celule Golgi⁠(d), un tip de celule din sistemul nervos.
În 1885, împreună cu alți cercetători, descrie ciclul sexual al parazitului care provoacă malaria.
Șapte ani mai târziu, arată că, în cazul malariei intermitente⁠(d), acest parazit se dezvoltă în sânge, în timp ce, în cazul maladiei pernicioase⁠(d), acesta se dezvoltă în organe și în creier.
În anul 1898, Camillo Golgi descoperă aparatul Golgi, aflat la majoritatea celulelor eucariote.